# Pandero
El pandero és un instrument de percussió de so indeterminat format per un cèrcol de fusta ample que subjecta una membrana o pell tibant. Segons la classificació Hornbostel-Sachs, es tracta d'un membranòfon de percussió directa amb marc. Pot contenir forats als lateral per allotjar-hi cascabells o sonalls però no té per què tenir-ne i generalment, aquesta característica el distingeix de la pandereta, a banda de la seva mida més gran.
És un dels membranòfons amb marc més antics que es mantenen en l'actualitat, molt present en la interpretació de música antiga i tradicional de les cultures ibèriques. Del pandero i la pandereta han derivat instruments com el pandeiro brasiler, habitual en les interpretacions de samba.